# Castillo de Izad-Jast
El castillo de Izad Jast está ubicado en Izadjast, en la provincia de Fars, en el centro de Irán. El castillo fue construido durante el Imperio sasánida (224 a 651 dC) y funcionó como ciudad amurallada fortificada en la antigua Ruta de la Seda que atravesaba el centro de Irán. Es el segundo edificio de adobe más grande del mundo después de Arg-e Bam.
El castillo está construido sobre un alto lecho rocoso que domina el valle de Izadkhast. Dentro de los muros del castillo hay muchos callejones estrechos y pasajes que se entrecruzan a través de pequeñas casas y edificios antiguos.
El castillo y el complejo Izadjast que lo rodea han sido nominados a la Lista Indicativa del Patrimonio Mundial de la UNESCO el 9 de agosto de 2007 en la categoría Cultural.

## Ubicación

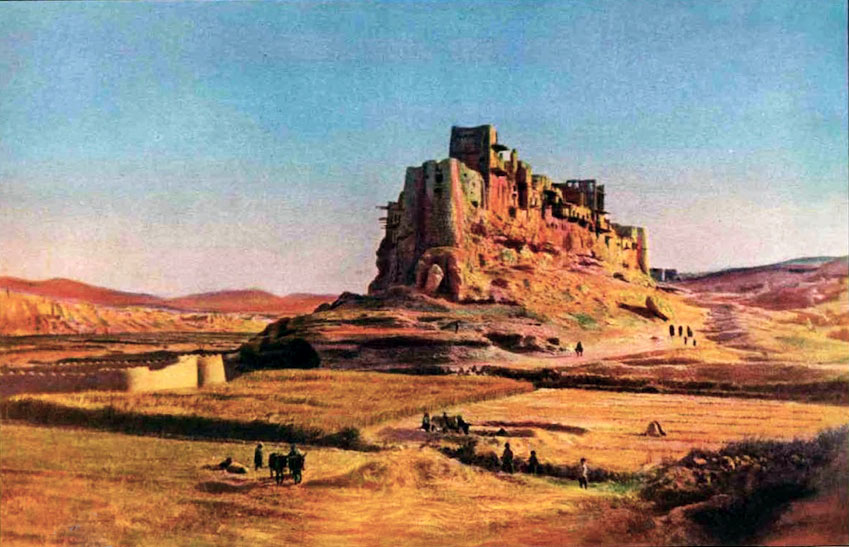
Obra de arte de la década de 1920 del castillo de Izadkhvast

El castillo de Izad-Jast se encuentra en la antigua Ruta de la Seda entre Shiraz e Isfahán. El sitio está en el medio de la nada, rodeado por una tierra desértica. Pero un lecho rocoso alto que dominaba un valle era un lugar ideal para el desarrollo de una ciudad desértica fortificada en medio de la nada.
El castillo está construido sobre este singular lecho de roca que se adentra en el valle de Izadjast. El valle que lo rodea funciona como una profunda trinchera natural. Alrededor del lecho de roca se han construido muros fortificados, altos y casi perpendiculares, que van desde los 6 a los 15 metros en tres lados de los cuatro lados. En el cuarto y más corto lado del lecho rocoso, se cavó una zanja de 30 metros de largo. La trinchera tiene 4 metros de ancho y 4 metros de profundidad. El acceso al castillo se hacía sobre la trinchera, a través de un pequeño puente y una puerta. 

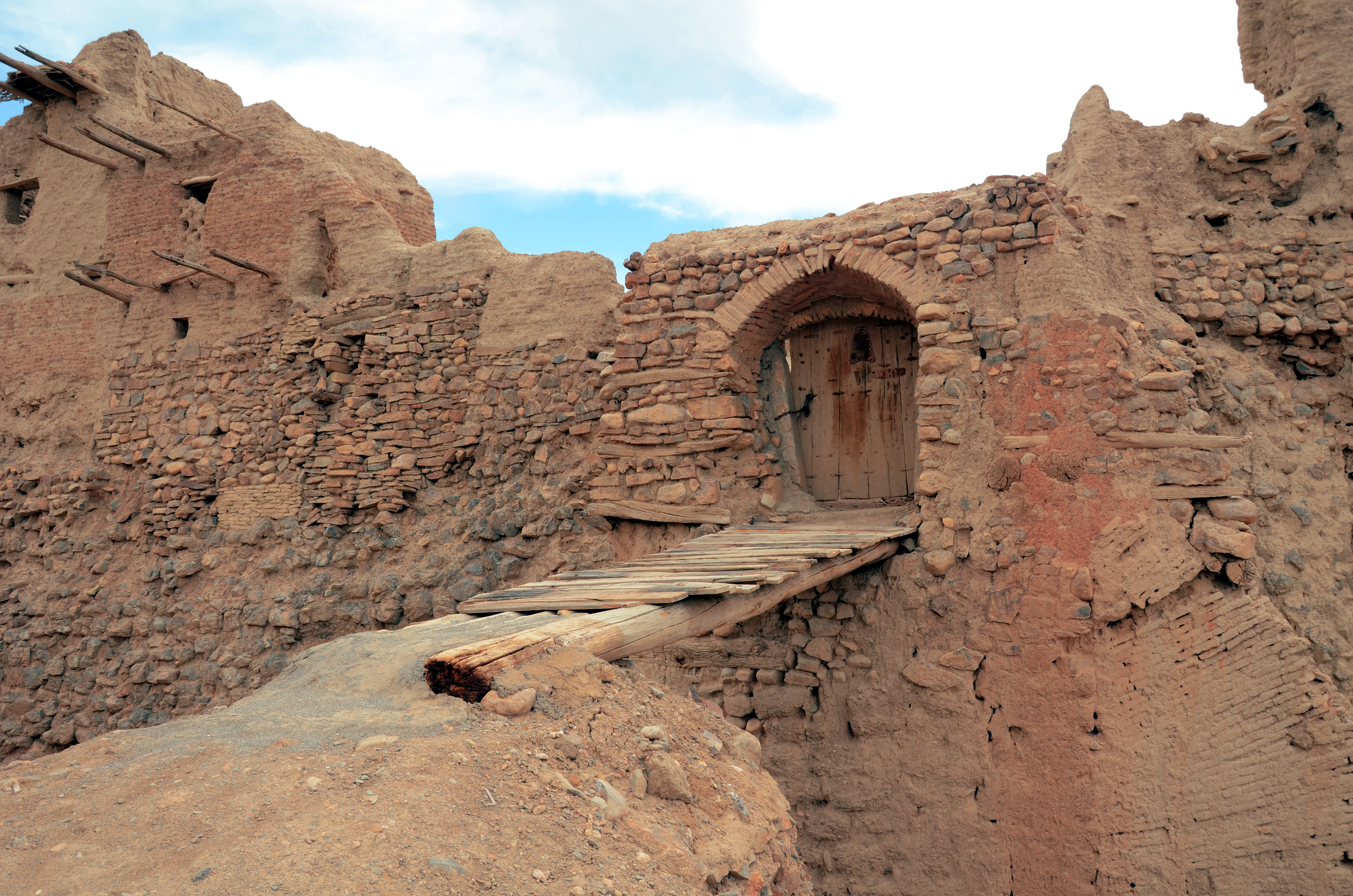
Entrada del gran castillo sobre la trinchera.

La topografía natural del sitio y las fortificaciones añadidas hicieron del castillo uno de los edificios más seguros de la antigüedad contra ladrones y enemigos.
En el valle debajo del lecho de roca del castillo hay campos rocosos, con una meseta árida detrás. La posada de carretera Izadkhast caravanserai se encuentra sola en este valle, en medio de un campo rocoso.

## Historia
La historia del complejo del castillo se remonta a la era preislámica de Irán. Izad-Jast es un castillo sasánida, construido durante el Imperio sasánida (224 a 651 dC) que gobernó Persia (Irán) y muchas partes de los países circundantes. Luego se usó, agregó y mejoró hasta la era de Kayar (1794 a 1925). Esto ha dejado obras en el interior del castillo pertenecientes a diferentes periodos desde los sasánidas hasta los kayars con diferentes estilos arquitectónicos. 
El templo del fuego del castillo de Izad-Jast de la era sasánida se convirtió en mezquita después de la llegada del Islam a Irán.
El castillo y el complejo ahora están completamente abandonados. Las inundaciones de los últimos años destruyeron muchas casas y obligaron a la gente a mudarse de esta aislada y antigua ciudadela del desierto. 

## Arquitectura

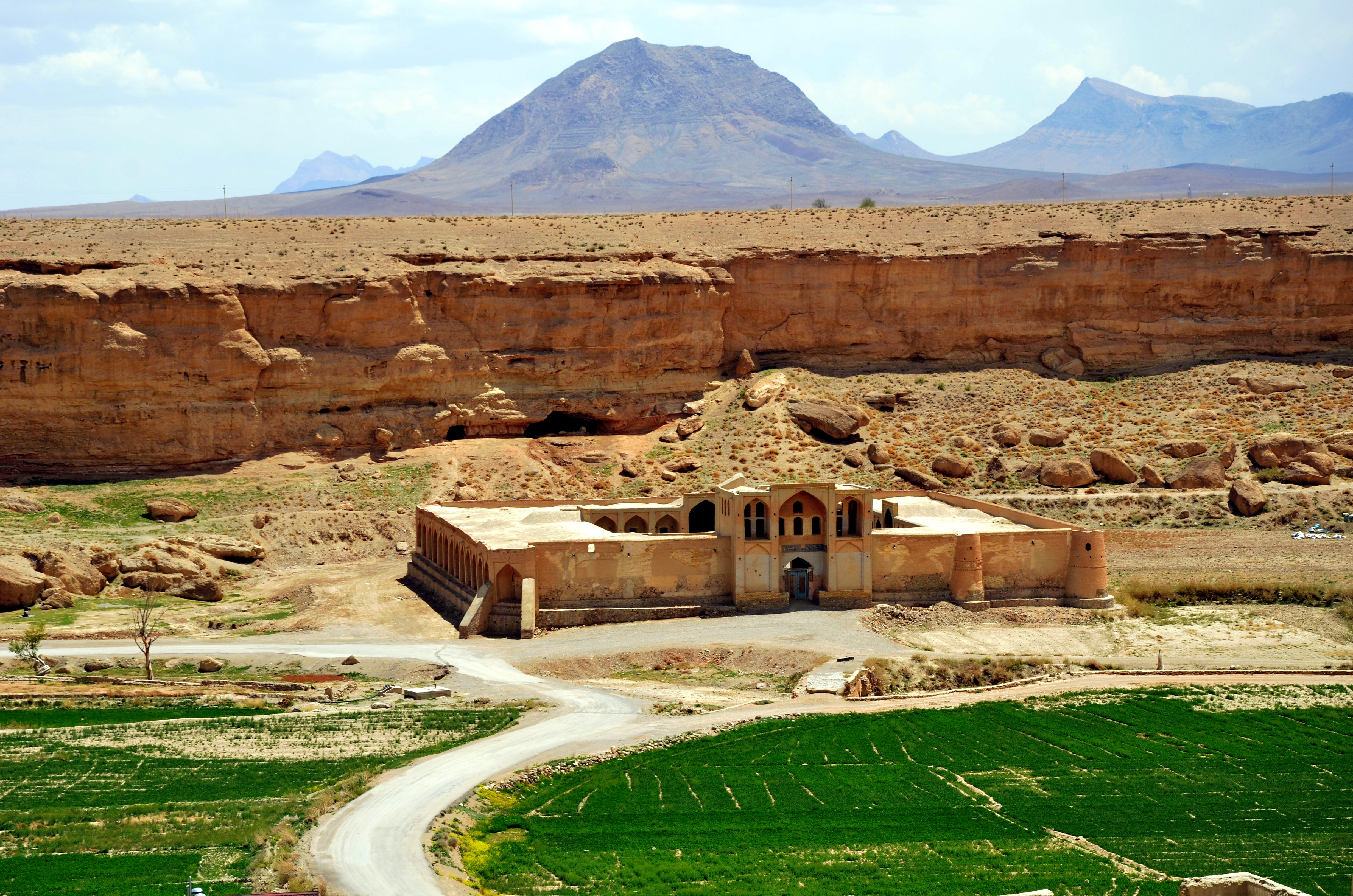
Vista de la posada Izadkhast Caravanserai desde el castillo.

En ubicación y forma de construcción, el castillo muestra características únicas. Sin embargo, el material es comparable a la Ciudadela de Bam, Rayen y otros sitios cercanos en las provincias de Yazd y Kerman. El castillo de Izad-Jast al igual que la Ciudadela de Bam es una construcción de arena, hecha de adobe.
El castillo es una estructura sasánida (224 a 651 d. C.), pero el interior tuvo modificaciones y posteriormente se agregaron más estructuras, como una mezquita y un baño.
La mayoría de las casas en el interior del castillo están construidas con madera y barro. Las limitaciones de tamaño del lecho rocoso llevaron a una aglomeración de habitaciones más pequeñas y al aumento de pisos. Algunos de los edificios dentro del castillo se elevaban hasta cinco pisos. Es impresionante en sí mismo, pero se convierte en un logro arquitectónico notable teniendo en cuenta las circunstancias de su época.
El Izadkhast Caravanserai fue construido durante la era del imperio Safávida (1501 - 1722).

## Amenazas

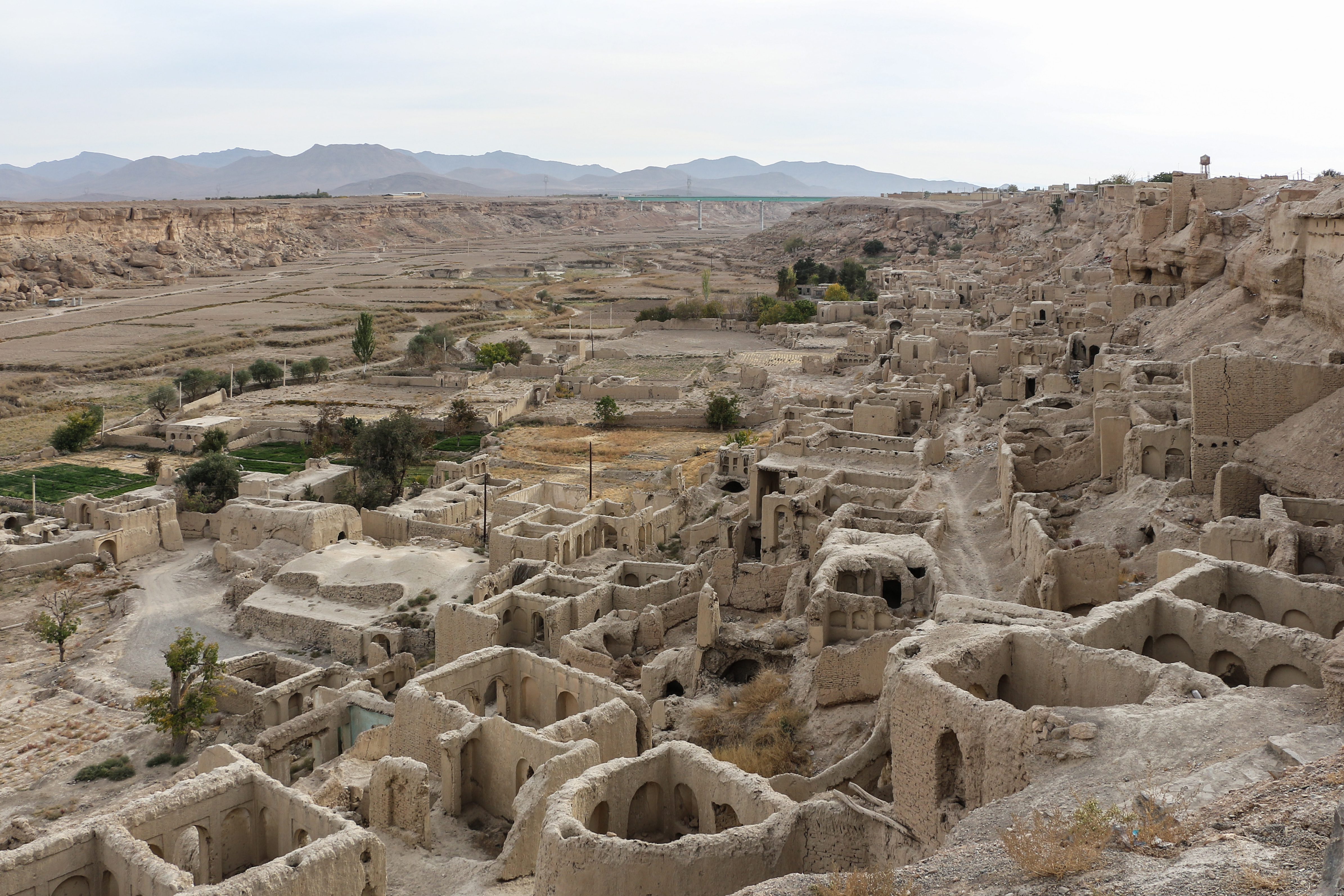
Ruinas desmoronadas de la antigua ciudadela del castillo

Muchas partes del castillo de Izad-Jast se están desmoronando debido a la erosión y las inundaciones. Muchas casas, incluso al lado de la puerta principal del castillo, han sido completamente destruidas. 
El castillo también está en peligro por los cazadores de tesoros y el vandalismo. Dentro de la ciudad amurallada, hay signos de daños por parte de los cazadores de tesoros y grafitis en las paredes. 

## Galería

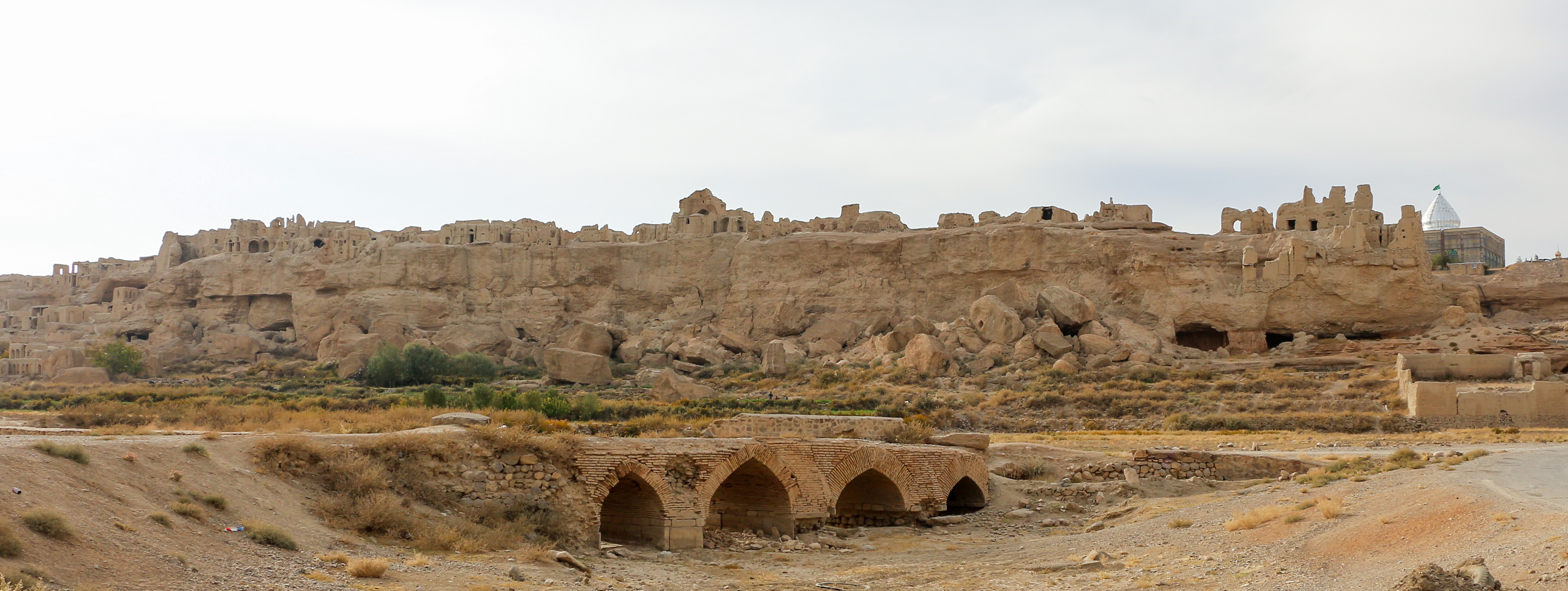
Castillo de Izad-Jast

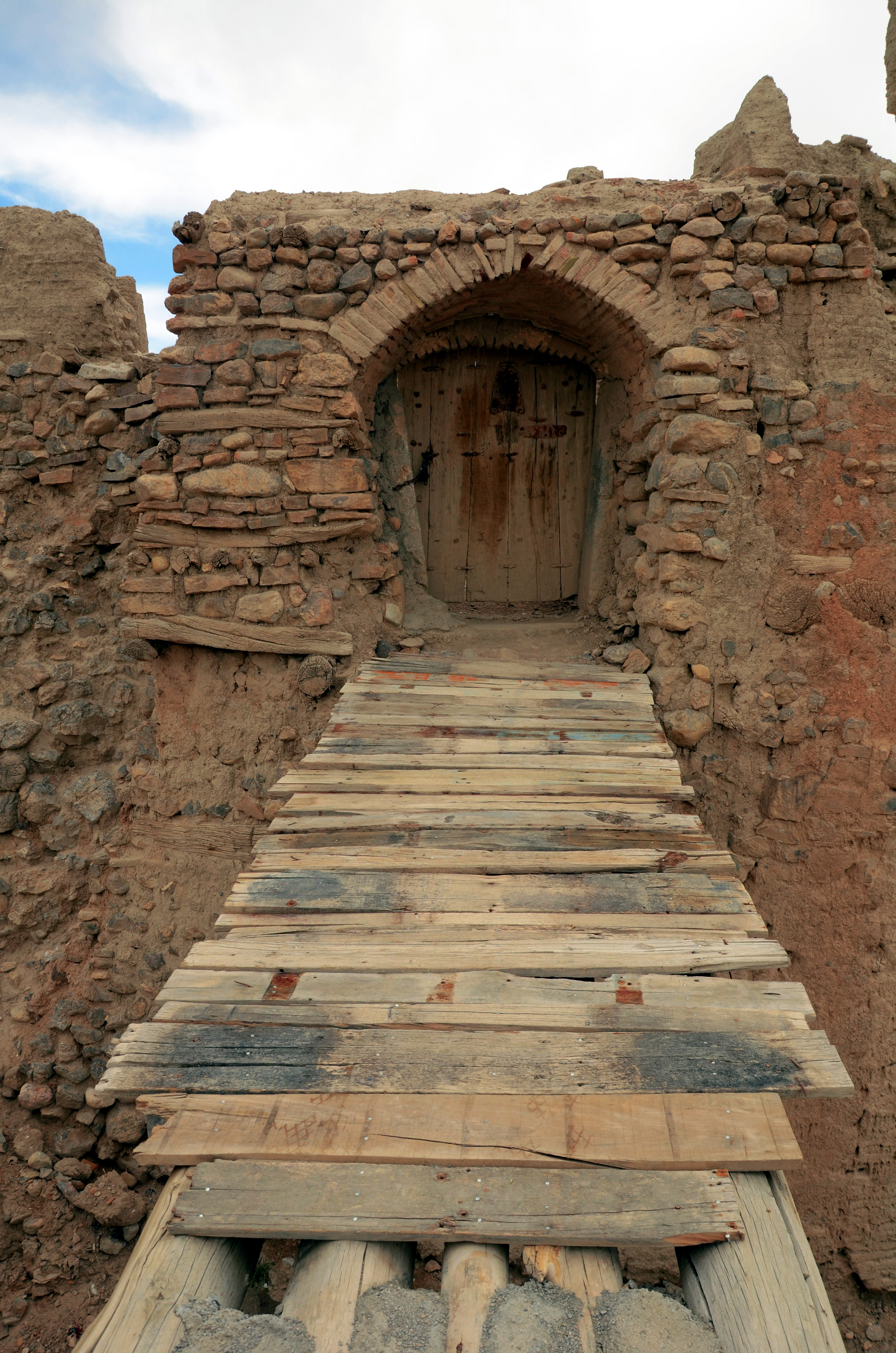
Entrada del castillo
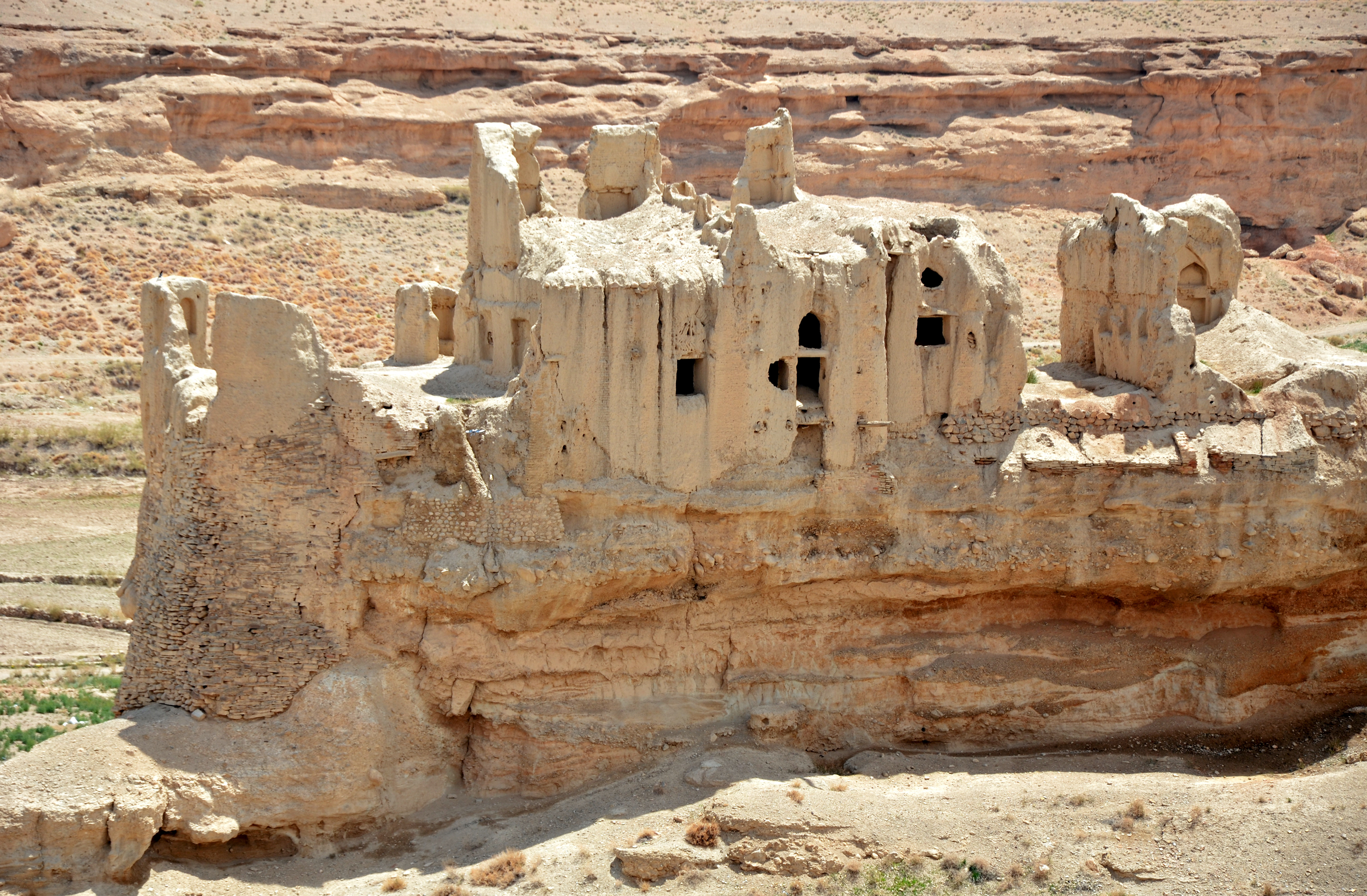
Parte del antigua del castillo
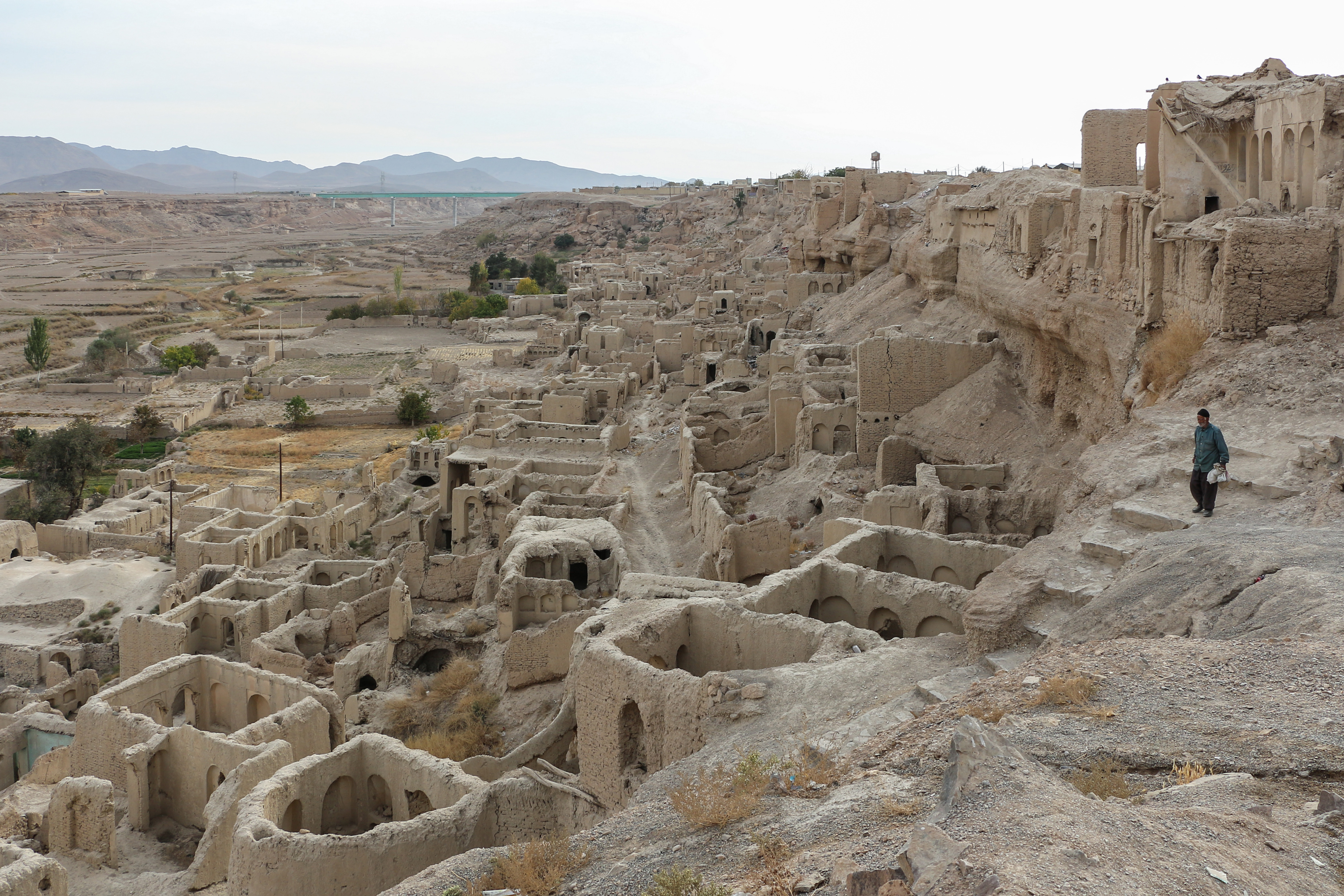
Ruinas del casco antiguo
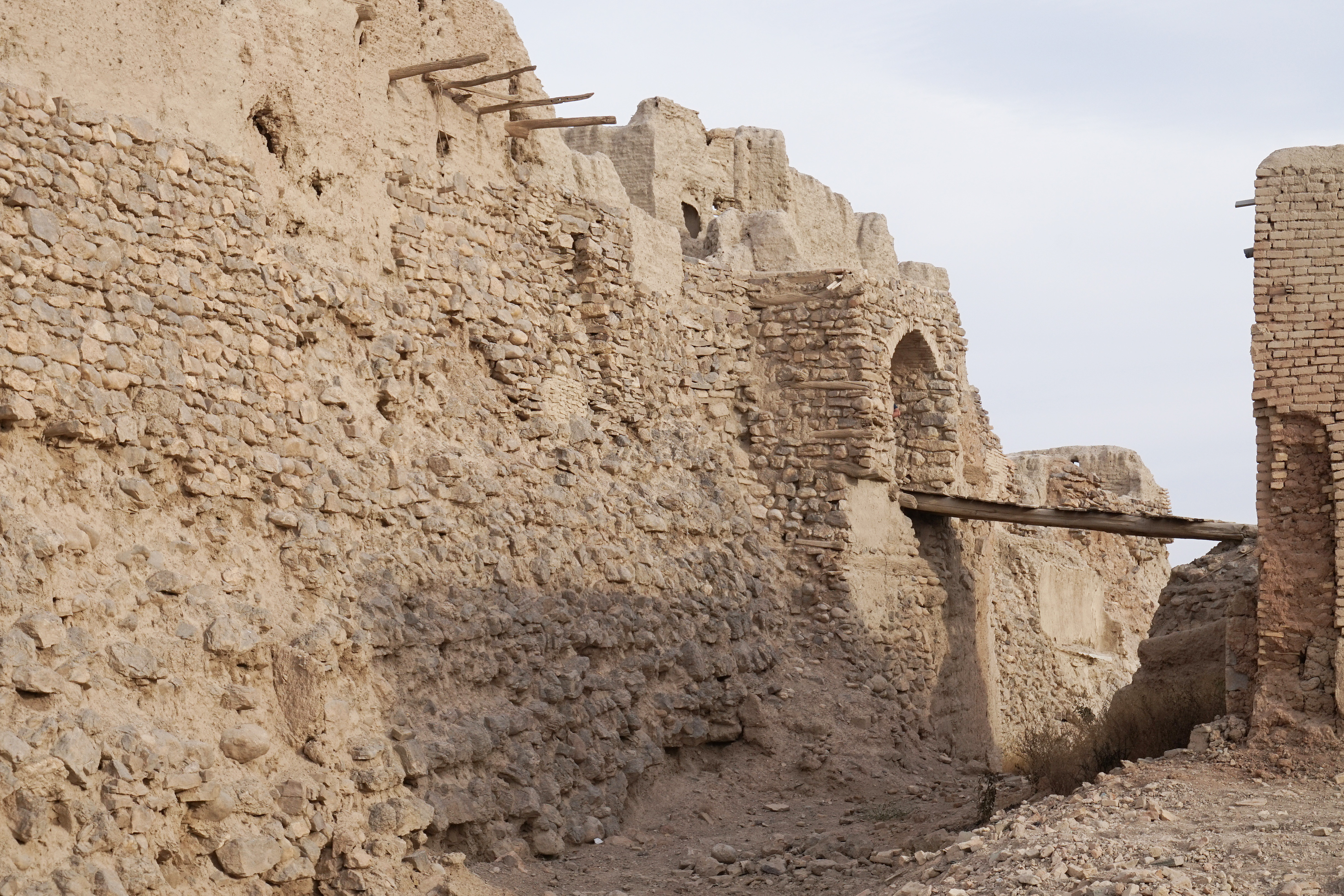
El puente levadizo del castillo
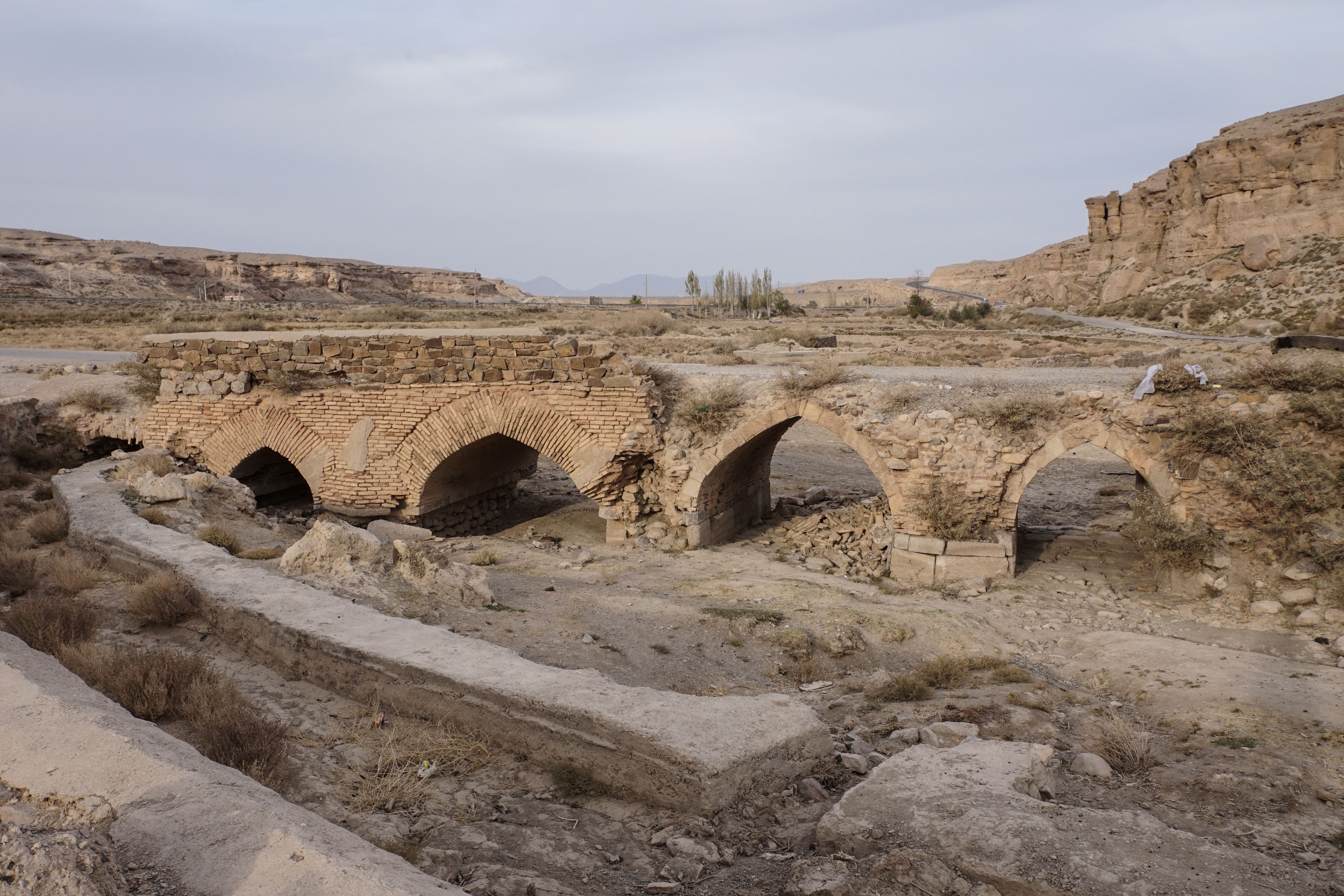
Puente del período Safávida
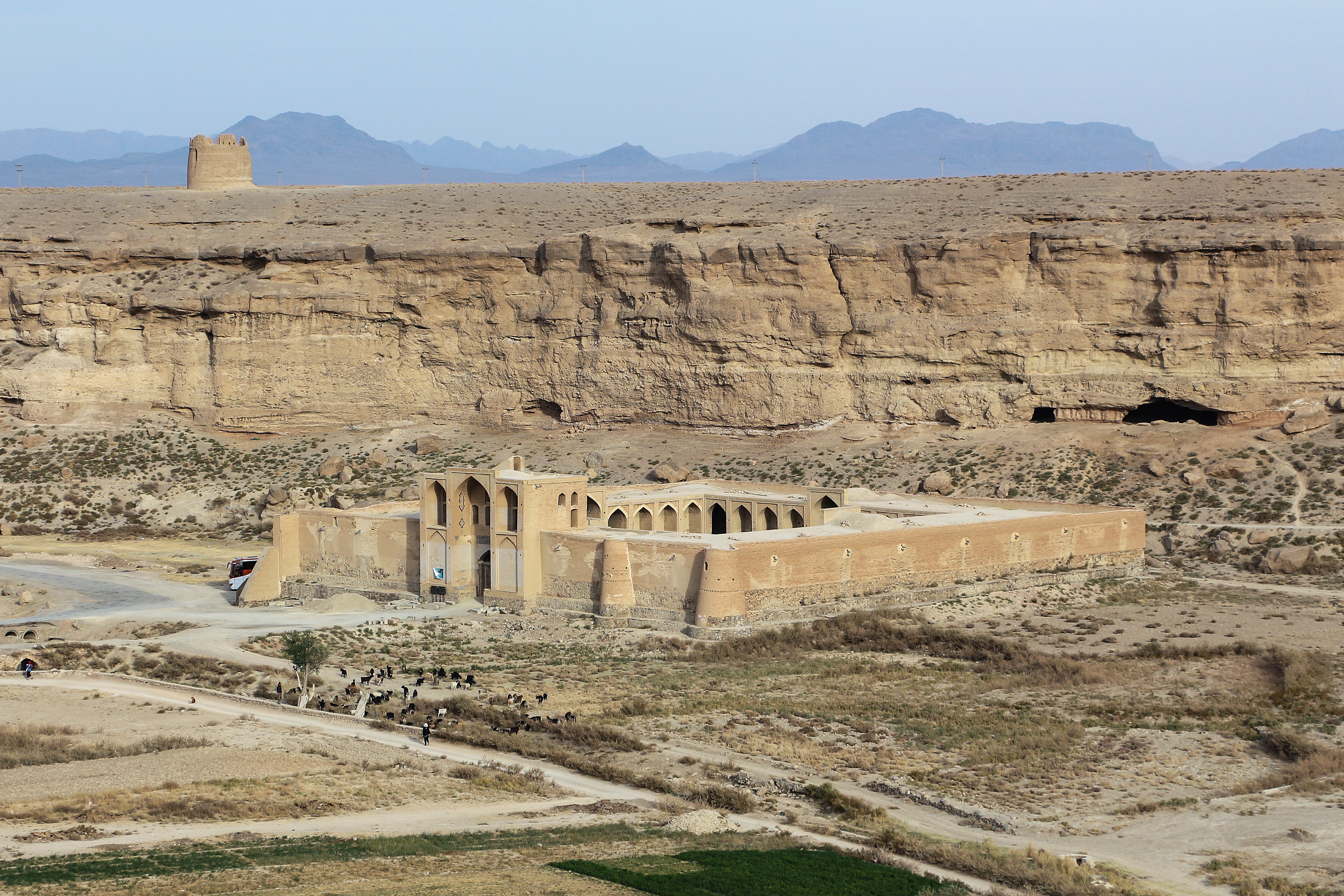
Caravanserai cerca del castillo de Izad-Jast